# آیا مارینا کریسوخوس
آیا مارینا کریسوخوس (یونانی: Άγια Μαρίνα) دهکده ای است در ناحیه پافوس قبرس، در منطقه تیلیریا .